# Backa och Björknäs
Backa och Björknäs var mellan 2005 och 2020 en av SCB avgränsad och namnsatt småort i Norrtälje kommun, Stockholms län. Den omfattade bebyggelse i Frötuna socken. Vid avgränsningen 2020 klassades området som en del av tätorten Hattudden, Björnösund och Björknäs.